# Tomasz Pauliński
Tomasz Pauliński (ur. 27 maja 1989) – polski niepełnosprawny lekkoatleta specjalizujący się w konkurencjach rzutowych, mistrz świata i Europy. Występuje w klasyfikacji F35.

## Życiorys
W 2013 roku został Mistrzem świata w pchnięciu kulą (F35) podczas Mistrzostw świata w Lyonie, wygrywając rywalizację z Wenezuelczykiem Alexisem Josém Paezem i Michałem Głąbem.
Następnego roku na Mistrzostwach Europy w Swansea zdobył srebrny medal w pchnięciu kulą (F35), ustanawiając swój nowy rekord życiowy. Przegrał Walkę o Złoto jedynie z Rosjaninem Aleksandrem Elminem zaledwie o trzy centymetry. Na kolejnych Mistrzostwach Europy w Grosseto zdobył brązowy medal w tej samej konkurencji. W 2018 roku został Mistrzem Europy w Berlinie w pchnięciu kulą (F34), poprawiając rekord Europy.

## Rekordy
- Rekordy Europy[5]
  - Pchnięcie kulą (F34) – 11,11 (10 listopada 2019, Dubaj)
  - Rzut dyskiem (F34) – 31,47 (19 lipca 2019, Bydgoszcz)

- Rekord mistrzostw Europy[6]
  - Pchnięcie kulą (F34) – 11,00 (24 sierpnia 2018, Berlin)

## Wyniki
| Rok  | Zawody             | Miejscowość | Konkurencja           | Wynik | Pozycja    |
| ---- | ------------------ | ----------- | --------------------- | ----- | ---------- |
| 2012 | Mistrzostwa Europy | Stadskanaal | Rzut dyskiem (F35/36) | 43,20 | 7. miejsce |
| 2013 | Mistrzostwa świata | Lyon        | Pchnięcie kulą (F35)  | 11,11 | 1. miejsce |
| 2013 | Mistrzostwa świata | Lyon        | Rzut dyskiem (F35/36) | 43,09 | 8. miejsce |
| 2014 | Mistrzostwa Europy | Swansea     | Pchnięcie kulą (F35)  | 12,42 | 2. miejsce |
| 2015 | Mistrzostwa świata | Doha        | Pchnięcie kulą (F35)  | 13,57 | 7. miejsce |
| 2016 | Mistrzostwa Europy | Grosseto    | Pchnięcie kulą (F35)  | 12,94 | 3. miejsce |
| 2017 | Mistrzostwa świata | Londyn      | Pchnięcie kulą (F35)  | 13,10 | 6. miejsce |
| 2018 | Mistrzostwa Europy | Berlin      | Pchnięcie kulą (F34)  | 11,00 | 1. miejsce |
| 2018 | Mistrzostwa Europy | Berlin      | Rzut oszczepem (F34)  | 19,37 | 9. miejsce |
| 2019 | Mistrzostwa świata | Dubaj       | Pchnięcie kulą (F34)  | 11,11 | 5. miejsce |